# Colors (canção de Jason Derulo e Maluma)
"Colors" é uma canção do cantor e compositor americano Jason Derulo. É o hino promocional da Coca-Cola para a Copa do Mundo FIFA de 2018. A música foi lançada em 9 de março de 2018. Em 12 de abril de 2018, Derulo tocou a música ao vivo durante um medley com "Tip Toe" e "Swalla" no German Echo Music Prize. Uma versão em espanhol com o cantor colombiano Maluma foi lançada em 13 de abril de 2018.

## Antecedentes
Derulo colaborou com a Coca-Cola para produzir a música, e afirmou que a música seria incluída em seu próximo álbum.

## Vídeo musical
Um videoclipe da música foi lançado no canal The Coca-Cola Co. do YouTube em 15 de fevereiro de 2018. No vídeo, Jason Derulo segurando uma bola com a marca Coca-Cola, além de representar por um Campanha da Coca-Cola. O videoclipe da versão solo da música foi lançado em 11 de abril de 2018, na conta Vevo da Derulo no YouTube. Dois dias depois, o videoclipe da versão de Maluma do single foi lançado.

## Faixas
- Download Digital – single

1. "Colors" – 3:07
2. "Colors" (com Maluma) – 3:19
3. "Colors" (com Aseel Omran e Lil Eazy) – 3:28[5]
4. "Colors" (com Tamer Hosny) – 2:53[6]
5. "Colors" (com Douzi) – 3:10[7]

## Remixes
Vários remixes intitulados "Colors" foram lançados em 20 de abril de 2018, com o rapper sul-africano Cassper Nyovest, cantor tanzaniano Diamond Platnumz, cantora moçambicana Lizha James, cantor etíope Sami Dan, o cantor egípcio Tamer Hosny e a cantora ugandense Ykee Benda. Em 18 de junho de 2018, um remix da música foi lançado com a participação do cantor paquistanês Qurat-ul-Ain Balouch. Outro remix foi lançado com o cantor maltês Ira Losco, a ser realizado na Isle of MTV Malta 2018.

## Desempenho nas paradas musicais
| Chart (2018)                                   | Maior posição |
| ---------------------------------------------- | ------------- |
| O campo songid é OBRIGATÓRIO PARA PARADA ALEMÃ | 47            |
| Áustria (Ö3 Austria Top 75)                    | 57            |
| Bélgica (Ultratip Bubbling Under de Flandres)  | 25            |
| Bélgica (Ultratop 50 da Valônia)               | 40            |
| Escócia (Scottish Singles Chart)               | 61            |
| Irlanda (IRMA)                                 | 44            |
| Líbano (Lebanese Top 20)                       | 16            |
| Portugal (AFP)                                 | 96            |
| Reino Unido (UK Singles Chart)                 | 64            |
| Suécia (Sverigetopplistan)                     | 10            |
| Suíça (Schweizer Hitparade)                    | 63            |

| Chart (2018)                | Maior posição |
| --------------------------- | ------------- |
| Argentina (Monitor Latino)  | 11            |
| Guatemala (Monitor Latino)  | 12            |
| Venezuela (National-Report) | 57            |